# Thembinkosi Lorch
Thembinkosi Lorch (sinh ngày 22 tháng 7 năm 1993) là một cầu thủ bóng đá người Nam Phi thi đấu cho Chippa United ở vị trí tiền đạo.

### Bàn thắng quốc tế
Bàn thắng và kết quả của Nam Phi được để trước.
| #  | Ngày               | Địa điểm                            | Đối thủ | Bàn thắng | Kết quả | Giải đấu |
| -- | ------------------ | ----------------------------------- | ------- | --------- | ------- | -------- |
| 1. | 6 tháng 7 năm 2019 | Sân vận động Quốc tế, Cairo, Ai Cập | Ai Cập  | 1–0       | 1–0     | CAN 2019 |